# オールド・トム・ジン

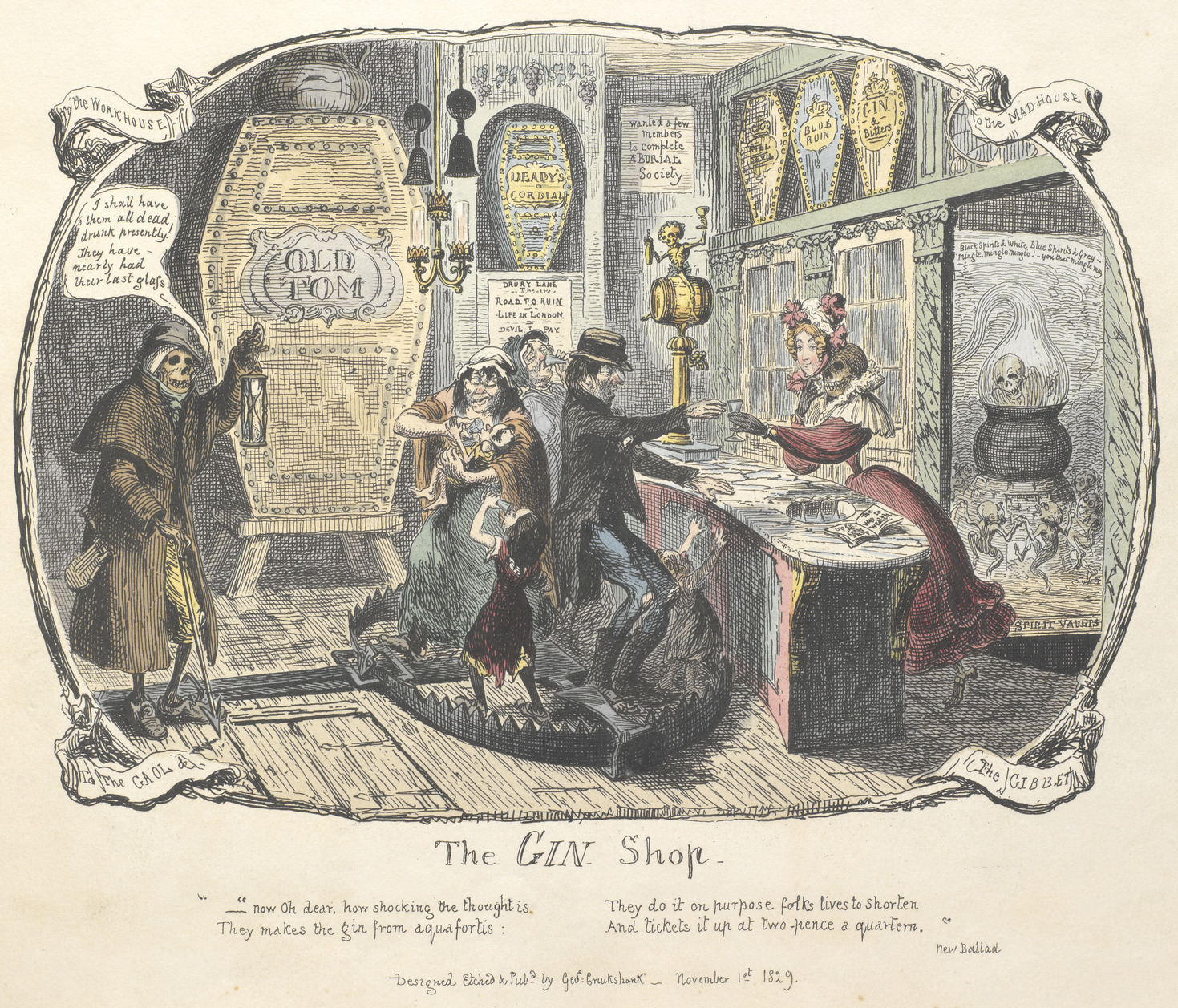
Gin Shop（1829年）
背後にオールド・トムの大樽がある

オールド・トム・ジン (Old Tom Gin)、別名トム・ジン (Tom Gin)、オールド・トム (Old Tom) は、18世紀のイングランドで人気が高かったジンのひとつ。現代では廃れており、希少なものとなっているが、いわゆる「クラフト・カクテル (Craft Cocktail)」の動きの中で再評価が進んでいる。ロンドン・ドライ (London Dry) よりも若干甘く、オランダのイェネーフェル (Jenever) よりも若干辛いため、「ミッシング・リンク (the missing link)」と称されることもある。

## 歴史
18世紀前半に起きた狂気のジン時代と言われる状況を受け、イギリス政府はジンの流通をくい止めようと、ジンの製造が難しくなるほどの高い課税と厳しい免許制度を課したが、これは結局のところ、シーンの地下化、ジンの密造を引き起こすこととなった。
オールド・トム・ジンという呼称は、通説では18世紀のロンドンでジンの密売を行ったキャプテン・ダドリー・ブラッドストリートの店舗に架けられた黒猫（「Old Tom Cat」）の木製看板に由来すると言われる。
猫の前足の看板の下には、金銭を中に入れる隙間と、鉛管が設けられていた。この管から、パブの中にいるバーテンダーが注いだ、1ショットのジンが流れてくるようになっていた。
ブラッドストリートの店はスピークイージーの走りとも言われ、追従するもぐりの密売所が続々と現れた。
狂気のジン時代が終結し、1760年に蒸留が解禁されるとジンは再び大衆の人気を集め、イングランドではオールド・トムの呼称はジンの代名詞として定着していた。当時のジンは粗悪な味を誤魔化すために砂糖が加えられていたが、19世紀に連続式蒸留の技術が開発され、ジンの品質が向上した後も大衆の嗜好に従って加糖された。ジン・パレスが興隆した19世紀半ば以降、大衆の嗜好はモルト感のあるオールド・トム・ジンから、透明で雑味が無く甘くないロンドン・ドライ・ジンへと徐々に変化していった。
1850年にイギリスからアメリカへのジンの輸出が解禁されると、サルーンなどの酒場でオランダ・ジンに代わってオールド・トム・ジンが提供され、多くのトム・ジンベースのカクテル・レシピが生まれた。しかし、ドライ・マティーニの流行によって、オールド・トム・ジンはアメリカでも19世紀末には時代遅れの酒と看做されるようになった。
かつてオールド・トム・ジンは、世界中の様々な蒸留酒蒸留酒メーカーがライセンスを出して製造されていたが、近年では、ヘイマンズ (Hayman's) 蒸溜所が、18世紀当時のレシピに基づく製品を復元して販売している。以降、Both's、Secret Treasures、The Liberty Distillery、タンカレー、Jensens、Master of Malt、ザ・ドーチェスターなど、数多くの競争相手の企業がその後を追った。
ジャマイカのJ・レイ・アンド・ネフューが製造しているオールド・トム・ジンは、現地では非常に人気が高く、ラム酒の一種とされている。
オールド・トム・ジンについて書き残された最古の記録は、1891年の本『The Flowing Bowl: When and What to Drink』の中で、カクテルのトム・コリンズの作り方の説明に用いられたものであった。
他に、『ジェリー・トーマスのカクテルブック』1887年版では、マルティネス（マティーニの前身）やパイナップル・ジュレップなどにオールド・トム・ジンが選択されている。